# Ефремовка (Грузия)
Ефремовка (груз. ეფრემოვკა) — село в общине Гореловка Ниноцминдского муниципалитета края Самцхе-Джавахети Грузии.

## География
Расположено на северо-западном берегу озера Мадатапа, на правом берегу реки Бугдашен (левый приток реки Паравани), на высоте 2110 м над уровнем моря. Село находится в 15 километрах от города Ниноцминда.

## История
Село основано в 1842 году представителями русской христианской секты духоборов. Духоборы были выходцами из села Ефремовка Таврической губернии, по названию малой родины новое село также получило название Ефремовка. В советские годы в селе располагался передовой колхоз, который специализировался на выпуске сыра В начале 1990-х годов русское население села в основном переехало в Россию.

## Население
По данным на 2002 год, население села Ефремовки составляет 179 человек. По данным переписи 2014 года в селе проживало 137 человек, из которых армяне составляли 81 % населения, грузины — 4 % и русские — 15 %.

## Примечание
1. ↑  მოსახლეობის საყოველთაო აღწერა 2014. საქართველოს სტატისტიკის ეროვნული სამსახური (ნოემბერი 2014). Дата обращения: 26 ივლისი 2016. Архивировано 11 ноября 2020 года.
2. ↑  საქართველოს ადმინისტრაციულ-ტერიტორიული ერთეულები. Дата обращения: 5 июля 2012. Архивировано 19 сентября 2013 года.
3. ↑  The Doukhobor Gazetteer - Search Details. www.doukhobor.org. Дата обращения: 27 июля 2022.